# 1 Grupa Saperów (II RP)
1 Grupa Saperów (1 GSap) – jednostka organizacyjna saperów Wojska Polskiego II RP.

## Historia
W grudniu 1934, 3 Brygada Saperów przeformowana została w 1 Grupę Saperów. Skład nowo powstałej Grupy był analogiczny do składu zlikwidowanej brygady. Dowódca grupy podlegał bezpośrednio dowódcy Saperów Ministerstwa Spraw Wojskowych. Jego głównym zadaniem była kontrola szkolenia podporządkowanych mu pododdziałów. Dowódcą 1 Grupy Saperów (tzw. „grupy technicznej”) został płk Władysław Spałek, a oficerem sztabu mjr Karol Majewski.
Grupa występowała wyłącznie w organizacji pokojowej wojska. Zgodnie z przyjętymi planami, z chwilą zakończenia mobilizacji dowództwa grup oraz wchodzące w ich skład pododdziały ulegały likwidacji.

## Struktura organizacyjna
- Dowództwo 1 Grupy Saperów w Warszawie
- batalion silnikowy – Modlin
- batalion mostowy – Kazuń
- batalion elektrotechniczny – Nowy Dwór
- 1 batalion mostów kolejowych – Kraków
- 2 batalion mostów kolejowych – Jabłonna

## Dowódcy 1 Grupy Saperów
- płk Władysław Spałek